# Chiesa dei Santi Pietro e Paolo (Copparo)
La chiesa dei Santi Pietro e Paolo è la parrocchiale di Copparo, in provincia di Ferrara. Appartiene al vicariato di Sant'Apollinare dell'arcidiocesi di Ferrara-Comacchio e risale al IX secolo.

## Storia
La primitiva chiesa di Copparo sembra sia stata costruita nel IX secolo. Fu un'importante pieve, o chiesa madre, alla quale furono inizialmente legati numerosi altri luoghi di culto come le chiese di San Vito di Gradizza, San Lorenzo di Gradizzola, San Biagio in Zenzalino e San Michele di Cesta, a cui si aggiunsero, nel XIV secolo, anche quelle di Savonuzzo e Correggi. Anticamente la pieve copparese fu pure collegiata. L'edificio venne ricostruito nel 1133 poi distrutto dal Po durante una delle sue numerose inondazioni. Venne così riedificata nel 1581. L'edificio recente fu rifatto nel 1813, anno in cui fu eretto anche il campanile. Il 30 gennaio 1945 il campanile venne bombardato e, durante l'incursione aerea, morirono 95 persone. La torre fu ricostruita dopo il conflitto con le stesse proporzioni di prima.

## Interno
All'interno della chiesa sono conservate due pale del pittore ferrarese Ippolito Scarsella, detto lo Scarsellino, che raffigurano i Santi Pietro e Paolo e Santa Lucia.